# Se non avessi più/Canzone di novembre
Se non avessi più/Canzone di novembre è il secondo singolo di Orietta Berti pubblicato nel 1962 dalla casa discografica Karim.

## Descrizione
Il brano Se non avessi più è la versione italiana di Si je n'avais plus, un classico di Charles Aznavour di cui è autore del testo assieme a Giorgio Calabrese. Canzone di novembre è la versione italiana di Chanson  de  Novembre di Jenny Luna in cui compare, tra gli autori, anche Carlo Alberto Rossi con lo pseudonimo di Cicero. I brani musicali sono stati eseguiti dall'orchestra diretta da Attilio Donadio.

## Tracce
1. Se non avessi più (Charles Aznavour, Giorgio Calabrese)
2. Canzone di novembre (Cicero, Eliane Depeyre, Bruno Zambrini)